# قرار مجلس الأمن التابع للأمم المتحدة رقم 1928
قرار مجلس الأمن التابع للأمم المتحدة رقم 1928 الذي اتخذ بالإجماع في 7 يونيو 2010، بعد أن ذكر بالقرارات 825 (1993)، 1540 (2004)، 1695 (2006)، 1718 (2006)، 1874 (2009) و1887 (2009) بشأن كوريا الشمالية والأسلحة النووية، مدد المجلس تفويض لجنة الخبراء لمراقبة العقوبات ضد البلاد حتى 12 يونيو 2011.
قرر مجلس الأمن أن انتشار الأسلحة النووية والكيميائية والبيولوجية وإيصالها يشكلان تهديدا للسلم والأمن الدوليين. بموجب الفصل السابع من ميثاق الأمم المتحدة، قام المجلس بتمديد ولاية لجنة الخبراء المنشأة بموجب القرار 1874 لمراقبة نظام العقوبات المعزز حديثًا ضد كوريا الشمالية، والذي تم فرضه بعد تجربة نووية تحت الأرض أجريت في مايو 2009. وطُلب من اللجنة تقديم تقرير بحلول 12 تشرين الثاني (نوفمبر) 2010 وتقرير ثانٍ قبل 30 يومًا من انتهاء تفويضها الحالي مع استنتاجاتها وتوصياتها.
أخيرًا، تم حث جميع الدول ووكالات الأمم المتحدة وغيرها على التعاون الكامل مع لجنة مجلس الأمن المنشأة بموجب القرار 1718 وفريق الخبراء.